# Ludvig Holberg
Ludvig Holberg (Bergen, 3 dicembre 1684 – Copenaghen, 28 gennaio 1754) è stato uno scrittore, filosofo, drammaturgo e storico norvegese.
Viene considerato il padre della letteratura danese.

## Biografia
Holberg nacque in Norvegia al tempo dell'esistenza dello stato unico Danimarca-Norvegia, e fu il più giovane di sei fratelli. Suo padre era il tenente colonnello Christian Nielsen Holberg (circa 1620–1686), che morì quando il figlio aveva un anno di vita. Sua madre era Karen Lem (1647–1695). Studiò a Copenaghen, dove si laureò in teologia, per poi diventare professore all'università di Copenaghen per molti anni. Allo stesso tempo iniziò a scrivere una serie di commedie.
Visse a Oxford in Inghilterra (1706-1708), poi in Francia e a Roma (1714-1716), perfezionando le sue conoscenze riguardanti l'illuminismo europeo.
Il suo esordio letterario avvenne nel 1720 con un poema eroico-comico intitolato Peder Paars, incentrato sulla polemica dell'autore nei confronti della borghesia danese e delle istituzioni cattedratiche.
Le sue commedie si ispirarono sia ai modelli classici latini, sia ai più moderni Molière e la commedia in maschera italiana. Per i dialoghi, Holberg prese spunto dall'ambiente popolare e borghese danese, mentre dalla Commedia dell'arte attinse la freschezza delle trame, gli intrecci, i personaggi chiave, e da Molière gli approfondimenti psicologici dei protagonisti.
Nell'ultimo periodo della sua vita si dedicò soprattutto alla stesura di opere storiche.

## Riconoscimenti

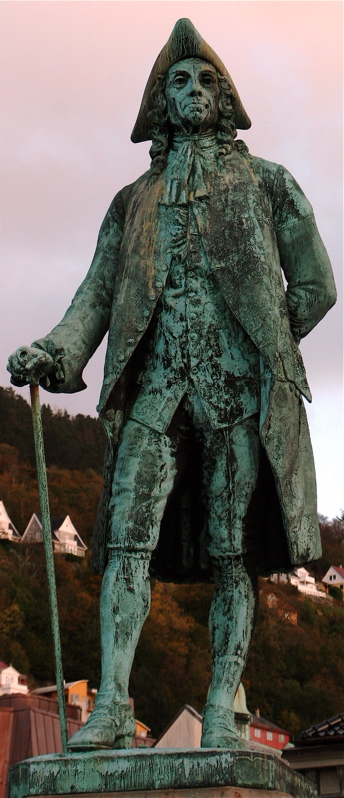
Statua situata a Bergen

A lui sono state dedicate 3 statue: una nella città di Bergen, una davanti al teatro di Copenaghen e una terza davanti all'università di Oslo
Il maggior compositore norvegese Edvard Grieg lo onorò nel 1884 con la Suite per orchestra d'archi intitolata Dai tempi di Holberg.
L'università di Bergen ha istituito a partire dal 1º luglio 2003 un fondo grazie al quale viene dato un riconoscimento chiamato Holberg International Memorial Prize o premio Holberg. I vincitori vengono premiati con 4,5 milioni di corone, fra i vincitori vi sono stati: Julia Kristeva nel 2004, Jürgen Habermas nel 2005, Shmuel Eisenstadt nel 2006.

## Opere

### Commedie
- Den Politiske Kandestøber, 1722

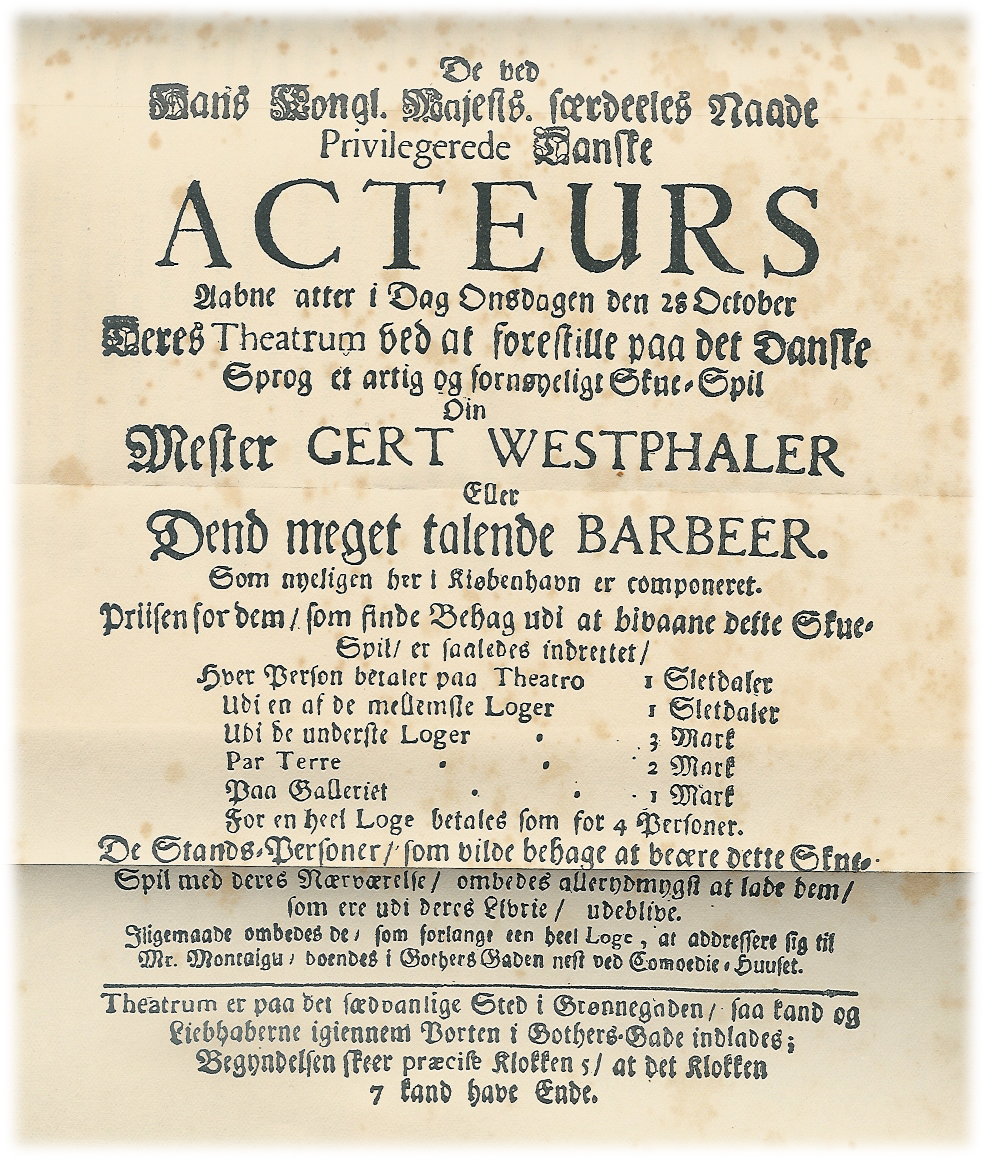
Immagine per una rappresentazione di Holberg Mester Gert Westphaler, 1722

- Jean de France eller Hans Frandsen, 1722
- Jeppe paa Bjerget eller den forvandlede Bonde, 1722
- Mester Gert Westphaler, 1722
- Barselstuen, 1723
- Den ellefte Junii, 1723
- Jacob von Tyboe eller den stortalende Soldat, 1723
- Ulysses von Ithacia, 1723
- Erasmus Montanus eller Rasmus Berg, 1723
- Don Ranudo de Colibrados, 1723
- Uden Hoved og Hale, 1723
- Den Stundesløse, 1723
- Hexerie eller Blind Allarm, 1723
- Melampe, 1723
- Det lykkelige Skibbrud, 1724
- Det Arabiske Pulver, 1724
- Mascarade, 1724
- Julestuen, 1724
- De Usynlige, 1724
- Kildereisen, 1725
- Henrich og Pernille, 1724-1726
- Den pantsatte Bondedreng, 1726
- Pernilles korte Frøkenstand, 1727
- Den Danske Comoedies Liigbegængelse, 1727
- Den honette Ambition, 1731
- Plutus eller Proces imellom Fattigdom og Riigdom, pubblicata nel 1753
- Husspøgelse eller Abracadabra, pubblicata nel 1753
- Philosophus udi egen Indbildning, pubblicata nel 1754
- Republiqven eller det gemeene Bedste, pubblicata nel 1754
- Sganarels Rejse til det philosophiske Land, pubblicata nel 1754

### Poesia
- Peder Paars, 1720
- Fire Skæmtedigte, 1722
- Metamorphosis eller Forvandlinger, 1726

### Romanzi

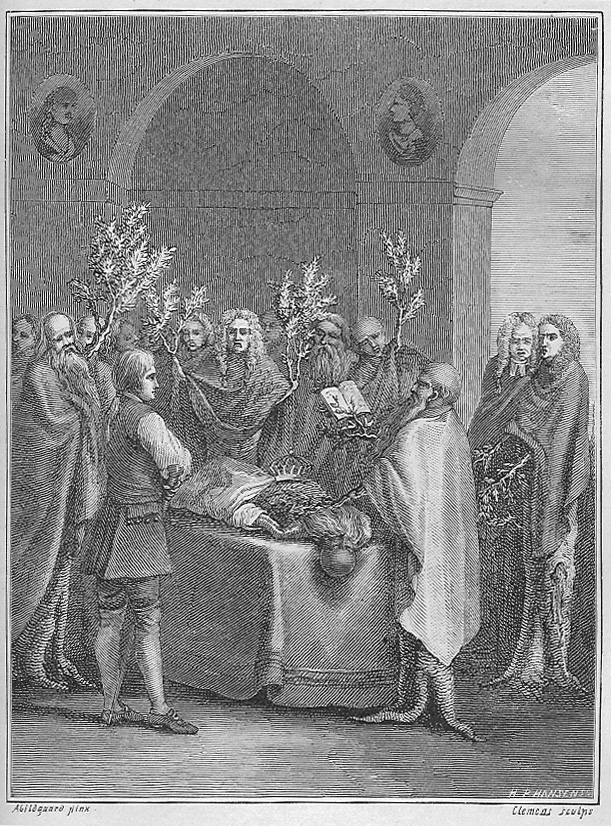
Illustrazione dall'edizione del 1789 del romanzo Il viaggio sotterraneo di Niels Klim. Incisione e disegni di Johan Frederik Clemens e Nicolai Abraham Abildgaard.

- Il viaggio sotterraneo di Niels Klim (Nicolai Klimii iter subterraneum, 1741; Niels Klims underjordiske Rejse), pubblicato in edizione italiana nella traduzione di Bruno Berni (Adelphi 1994)

### Opere filosofiche
- Moralske Tanker, 1744
- Epistler, 1748-54
- Moralske Fabler, 1751

### Scritti autobiografici
- Tre latinske levnedsbreve, 1728–1743